# Singureni (Giurgiu)
Singureni è un comune della Romania di 3 158 abitanti, ubicato nel distretto di Giurgiu, nella regione storica della Muntenia.
Il comune è formato dall'unione di 3 villaggi: Crânguri, Singureni, Stejaru.